# Lopo Coelho
Lopo de Carvalho Coelho, mais conhecido como Lopo Coelho, (Uruguaiana, 18 de fevereiro de 1911 – Rio de Janeiro, 18 de junho de 1984) foi um advogado, jornalista e político brasileiro, outrora ministro do Tribunal Superior do Trabalho.

## Dados biográficos
Filho de Joaquim Marcelino Coelho e Acilina Pibernat de Carvalho Coelho. Advogado formado pela Faculdade de Direito da Universidade Federal Fluminense em 1939, militou por um breve período no PDC antes de migrar para o PSD. Durante o governo do presidente Eurico Gaspar Dutra, foi diretor do Departamento Administrativo do Serviço Público (DASP) e subchefe da Casa Civil. Eleito deputado federal pelo Distrito Federal em 1950 e 1954, figurou como suplente no pleito seguinte e após o fim do mandato foi secretário de Agricultura na administração de Sá Freire Alvim, prefeito do Distrito Federal.
Em 1960 elegeu-se deputado estadual pela Guanabara, chegando à presidência da Assembleia Legislativa. Como presidente da Assembleia da Guanaba, assumiu interinamente o governo do estado durante processo de impedimento de Carlos Lacerda, devido à inexistência de um vice governador à época. Candidato a vice-governador do novo estado em 1962, foi derrotado por Eloy Dutra e no ano seguinte o governador Carlos Lacerda nomeou Lopo Coelho como secretário sem pasta e em 1964 este fez um curso na Escola Superior de Guerra. Após dois anos exercendo cargos diplomáticas em Genebra e Buenos Aires, voltou ao Brasil sendo eleito deputado federal pela ARENA em 1966 e 1970 e primeiro suplente em 1974. Nesse interregno foi presidente do diretório estadual da ARENA na Guanabara. Em junho de 1977 foi nomeado ministro do Tribunal Superior do Trabalho pelo presidente Ernesto Geisel, aposentando-se dois anos depois.
Morreu vítima de infarto na capital fluminense.